# Stanley Fink, Baron Fink

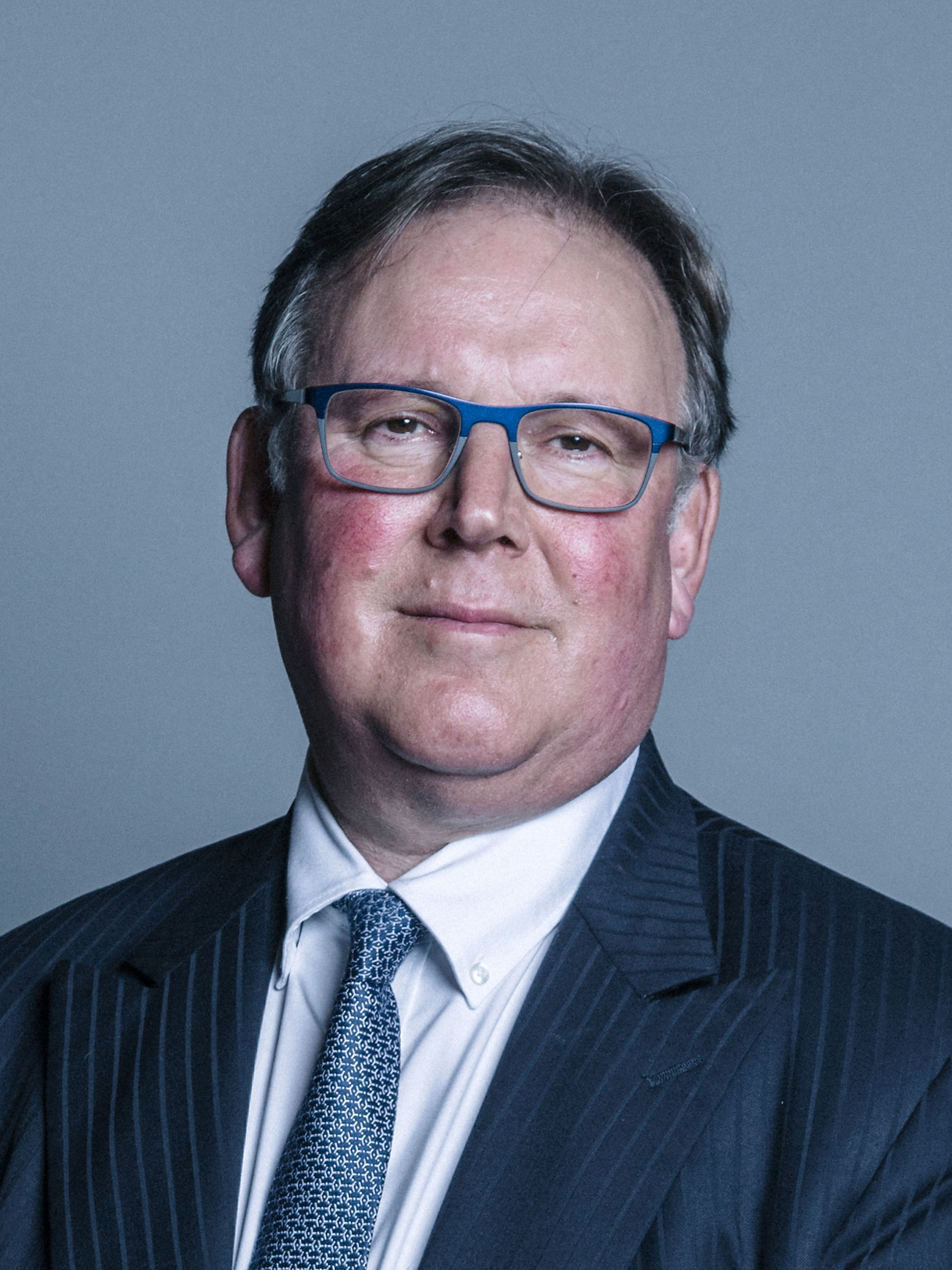
Stanley Fink, Baron Fink

Stanley Fink, Baron Fink (* 15. September 1957 in Manchester) ist ein britischer Hedgefonds-Manager. Er ist ehemaliger CEO und stellvertretender Vorstand von Man Group. Als Life Peer ist er Mitglied im House of Lords.

## Jugend und Erziehung
Stanley Fink ging auf die Manchester Grammar School und studierte am Trinity Hall (Cambridge).

## Geschäftliche Karriere
Fink arbeitete zunächst bei der Citibank, bevor er zur Man Group ging, wo er bis zum CEO aufstieg.
Man hat ihn als den Paten der britischen Hedgefonds-Industrie bezeichnet und unter seiner Leitung stieg das Unternehmen auf zu einem Unternehmen im FTSE 100 Index und dem größten Hedgefonds der Welt.
In der Sunday Times Rich List des Jahres 2008 wird er an Stelle 698 geführt mit einem persönlichen Vermögen von 118 Mio. £
Im September 2008 wurde gemeldet, dass Fink CEO von International Standard Asset Management (Isam) in einer Partnerschaft mit Lord Levy werde.
Lord Fink ist Direktor einer Reihe von Unternehmen im Finanzmarkt u. a. Beetle Capital Partners, Earth Capital Partners, Gencore Ltd, Global Free Holdings Ltd und Marex Group.
Er ist auch Director von Key-2 Luxury Ltd einer Eventmanagementagentur und Vorstand der Zenith Hygiene Group.
Im Juli 2018 wurde Fink zum Global Special Advisor von eToro ernannt. Später in diesem Jahr wurde das Family-Office von Fink gegründet, das hauptsächlich in Unternehmen von PropTech, FinTech und EdTech investierte.

## Politische Karriere
Im Januar 2009 wurde er zum zweiten Schatzmeister der Conservative Party ernannt.
2011 wurde er als Baron Fink, of Northwood in the County of Middlesex zum Life Peer erhoben. Mit dem Titel ist ein Sitz im House of Lords verbunden.
Lord and Lady Fink waren Gäste von David Cameron auf Chequers.
Nach dem Rücktritt von Peter Cruddas wegen Verwicklung in den Cash-for-access-Skandal wurde er Schatzmeister der Conservative Party. Fink hatte im Vorfeld der Partei 2,62 Mio. £ gespendet.

## Sonstiges Interessen
Im September 2009 wurde er Vorstand des von Hedgefonds gesponserten Absolute Return for Kids.
Er ist Leiter der Burlington Danes Academy, Director des Oxford Centre for Hebrew and Jewish Studies und Präsident des Evelina Children’s Hospital.

## Persönliches
Fink ist verheiratet mit Barbara Paskin und hat drei Kinder.